# PF엔터테인먼트
PF컴퍼니는 대한민국의 연예 기획사다.
배우 매니지먼트사로서 입지를 다져온 PF엔터테인먼트가 PF컴퍼니 로 최근 사명을 변경하고 새로운 도약에 나섰다.

## 소속 연예인
- 조태일 보관됨 2020-10-09 - 웨이백 머신
- 안승균[깨진 링크(과거 내용 찾기)]
- 임정은 보관됨 2020-10-10 - 웨이백 머신
- 박탐희 보관됨 2020-10-09 - 웨이백 머신
- 한채빈
- 윤재인[깨진 링크(과거 내용 찾기)]
- 성혜민[깨진 링크(과거 내용 찾기)]
- 박정윤 보관됨 2020-10-11 - 웨이백 머신
- 백수희[깨진 링크(과거 내용 찾기)]
- 정선율 보관됨 2020-10-11 - 웨이백 머신
- 최석환
- 소재원[깨진 링크(과거 내용 찾기)]

## 드라마 제작
- 이별이 떠났다 (MBC, 2018년) (슈퍼문픽쳐스 공동 제작)